# UNCITRAL
UNCITRAL (United Nation Commission on International Trade Law) – komisja ONZ do spraw międzynarodowego prawa handlowego. Utworzenie komisji nastąpiło 17 grudnia 1966 r., rezolucją nr 2205. Głównym zamysłem utworzenia UNCITRAL-u było zauważenie, że międzynarodowy handel elektroniczny nie ma zgodnych regulacji w wielu krajach, a więc należy ujednolicić przepisy w tej kwestii. Komisja ma swoją siedzibę w Wiedniu. Uczestnikami biorącymi udział w posiedzeniach komisji i mającymi wpływ na tworzenie tego międzynarodowego prawa są przedstawiciele 60 krajów członkowskich.

## Funkcje
- promocja stopniowej harmonizacji i unifikacji prawa międzynarodowego handlowego;
- zachęcanie do współpracy organizacji działających w tej dziedzinie;
- akceptacja ustaw wzorcowych i jednolitych;
- opracowywanie konwencji międzynarodowych;
- dążenie do zapewnienia jednolitej wykładni i stosowania prawa międzynarodowego handlowego;
- promowanie ścisłej współpracy z innymi organami ONZ, w szczególności z UNCTAD;
- gromadzenie i upowszechnianie informacji o legislacji państwowej dotyczącej prawa międzynarodowego handlowego.

## Efekty prac komisji (wybór)
- 1980 – „Convention on Contracts for the International Sale of Goods” CISG – 88 artykułów w konwencji, regulujących m.in. międzynarodowe umowy handlowe, obowiązują one w 71 krajach
- 1996 – „Model Law on Electronic Commerce” – czyli próba uregulowania prawnego dla międzynarodowego handlu elektronicznego
- 2001 – „Model Law on Electronic Signatures” – uregulowania prawne dla podpisów elektronicznych
- 23 listopada 2005 – „United Nations Convention on the Use of Electronic Communications in international Contracts” CUECIC – regulacje z obszaru międzynarodowego handlu elektronicznego